# Psammobatis rudis
Psammobatis rudis és una espècie de peix de la família dels raids i de l'ordre dels raïformes.

## Reproducció
És ovípar i les femelles ponen càpsules d'ous, les quals presenten com unes banyes a la closca i fan 5,7 cm de llarg i 3,4 d'ample.

## Hàbitat
És un peix marí, de clima temperat i demersal.

## Distribució geogràfica
Es troba a l'oceà Atlàntic sud-occidental i el Pacífic sud-oriental: l'Argentina i Xile.

## Observacions
És inofensiu per als humans.